# Esthlogena maculifrons
Esthlogena maculifrons là một loài bọ cánh cứng trong họ Cerambycidae.